# José Veríssimo de Almeida
José Veríssimo de Almeida (Faro, 13 de Junho de 1834 — Lisboa, 29 de Janeiro de 1915) foi um investigador, professor catedrático e director do Instituto de Agronomia e Veterinária, director do Laboratório de Patologia Vegetal e autor de várias obras científicas sobre temas agronómicos. Foi um dos fundadores da Sociedade de Ciências Agronómicas e grande divulgador de temas agrícolas em numerosos jornais e revistas. Fez parte do directório do Partido Republicano Português e foi vice-presidente da Câmara Municipal de Lisboa durante a presidência republicana de Anselmo Braamcamp Freire durante os últimos anos da Monarquia.

## Biografia

### Nascimento e formação
Nasceu na cidade de Faro em 13 de Agosto de 1834, filho do farmacêutico José Veríssimo de Almeida e da sua esposa Josefa Maria Marta Freire. Depois de ter concluído os primeiros estudos, frequentou o Instituto Agrícola de Lisboa, onde se formou com a tese Algumas Considerações Químicas Agrícolas.

### Carreira profissional e política
José Veríssimo de Almeida entrou depois na carreira académica, tendo sido professor de nosologia, chegando à posição de lente. Também ensinou no Instituto de Agronomia, tendo sido o mestre do futuro ministro Manuel de Sousa da Câmara.
Trabalhou principalmente como investigador, tendo publicado um grande número de artigos em jornais e revistas, como o Jornal Oficial de Agricultura, Revista dos Campos, Gazeta dos Lavradores, Revista Científica da Agricultura. Destacou-se pelo seu estudo da introdução da beterraba sacarina em Portugal, que foi de grande interesse nos círculos políticos e científicos. Foi um dos fundadores da Academia das Ciências e da Sociedade das Ciências Agrárias em Portugal, e director do Instituto de Agronomia e do Laboratório de Patologia Vegetal, que depois recebeu o nome de Veríssimo de Almeida.
Foi um defensor do republicanismo em Portugal, tendo feito parte do directório do Partido Republicano, e foi um dos fundadores da Junta Liberal, em 1901. Ocupou a posição de vice-presidente da Câmara Municipal de Lisboa durante a presidência de Anselmo Braamcamp Freire.

### Falecimento
José Veríssimo de Almeida faleceu em 29 de Janeiro de 1915, na sua casa na Rua Aquiles Monteverde
Esteve casado e teve um só filho, que morreu ainda novo, vítima de tuberculose.

## Obras publicadas
- O míldio e seu tratamento (1893)

## Homenagens
O nome de José Veríssimo de Almeida foi colocado numa rua na cidade de Faro.